# Thuré
Thuré är en kommun i departementet Vienne i regionen Nouvelle-Aquitaine i västra Frankrike. Kommunen ligger i kantonen Châtellerault-Ouest som tillhör arrondissementet Châtellerault. År 2022 hade Thuré 2 787 invånare.

## Befolkningsutveckling
Antalet invånare i kommunen Thuré
| Referens: INSEE |